# Can Batlle (Vallirana)
Can Batlle és una masia de Vallirana (Baix Llobregat) protegida com a bé cultural d'interès local.

## Descripció
Edificació aïllada de planta rectangular. Consta de planta baixa, pis i golfes, amb coberta a dos vessants de teula àrab. Hi ha unes dependències afegides a la part nord posteriors a la masia. La façana principal no presenta composició simètrica, té l'obertura i la finestra principal desplaçades de l'eix. La porta principal és d'arc de mig punt dovellat. Els buits de la façana estan ornats amb pedra igual que les arestes de l'edifici. Hi ha imbricacions, ràfec i coberta.

## Història
Aquest mas tenia un antic molí i encara conserva finestrals del segle xvii. Els seus propietaris havien estat els senyors de Mas Rovira. Es va començar una reforma interior, però aquestes obres quedaren interrompudes. Posteriorment es va realitzar la restauració i l'adaptació de l'edifici per a convertir-lo en un centre cultural. L'arquitecte que portava l'obra és Jordi Llorens.